# Dallas Cowboys 1989
La stagione 1989 dei Dallas Cowboys è stata la 30ª della franchigia nella National Football League. Fu il primo anno sotto la proprietà di Jerry Jones e del nuovo capo-allenatore Jimmy Johnson, che aveva compilato un record di 44–4 nei suoi quattro anni come allenatore nel college football dei Miami Hurricanes. In possesso della prima scelta assoluta nel Draft NFL 1989, i Cowboys scelsero da UCLA il quarterback Troy Aikman. La squadra vinse solamente una partita in tutta la stagione ma anche se questa sembrò un completo fallimento, iniziò a gettare le basi per la futura dinastia degli anni novanta. Fu anche l'ultima stagione di Ed "Too Tall" Jones, membro dei Cowboys sin dal 1974.

## Herschel Walker
Nel 1989, all'apice della sua carriera nella NFL, Herschel Walker fu scambiato coi Minnesota Vikings per un totale di otto giocatori (LB Jesse Solomon, DB Issiac Holt, RB Darrin Nelson, LB David Howard, DE Alex Stewart) e sei scelte del draft (che portarono Emmitt Smith, Russell Maryland, Kevin Smith e Darren Woodson). Questo fu considerato uno dei punti di svolta per l'ascesa dei Cowboys all'olimpo NFL. La scambio di Walker viene considerato una mossa eccezionalmente negativa da parte dei Vikings contando quanto dovettero rinunciare e rimane ricordata come una delle peggiori della storia. Lo staff di allenatori dei Vikings accettò con riluttanza Walker e non lo utilizzò mai in maniera adeguata.

## Calendario

### Stagione regolare
| Turno | Data       | Avversario             | Risultato | Pubblico |
| ----- | ---------- | ---------------------- | --------- | -------- |
| 1     | 10/9/1989  | at New Orleans Saints  | S 28–0    | 66,977   |
| 2     | 17/9/1989  | at Atlanta Falcons     | S 27–21   | 55,285   |
| 3     | 24/9/1989  | Washington Redskins    | S 30–7    | 63,200   |
| 4     | 1/10/1989  | New York Giants        | S 30–13   | 51,785   |
| 5     | 8/10/1989  | at Green Bay Packers   | S 31–13   | 56,656   |
| 6     | 15/10/1989 | San Francisco 49ers    | S 31–14   | 61,077   |
| 7     | 22/10/1989 | at Kansas City Chiefs  | S 36–28   | 76,841   |
| 8     | 29/10/1989 | Phoenix Cardinals      | S 19–10   | 44,431   |
| 9     | 5/11/1989  | at Washington Redskins | V 13–3    | 53,187   |
| 10    | 12/11/1989 | at Phoenix Cardinals   | S 24–20   | 49,657   |
| 11    | 19/11/1989 | Miami Dolphins         | S 17–14   | 56,044   |
| 12    | 23/11/1989 | Philadelphia Eagles    | S 27–0    | 54,444   |
| 13    | 3/12/1989  | Los Angeles Rams       | S 35–31   | 46,100   |
| 14    | 10/12/1989 | at Philadelphia Eagles | S 20–10   | 59,842   |
| 15    | 16/12/1989 | at New York Giants     | S 15–0    | 72,141   |
| 16    | 24/12/1989 | Green Bay Packers      | S 20–10   | 41,265   |